# Quarantana

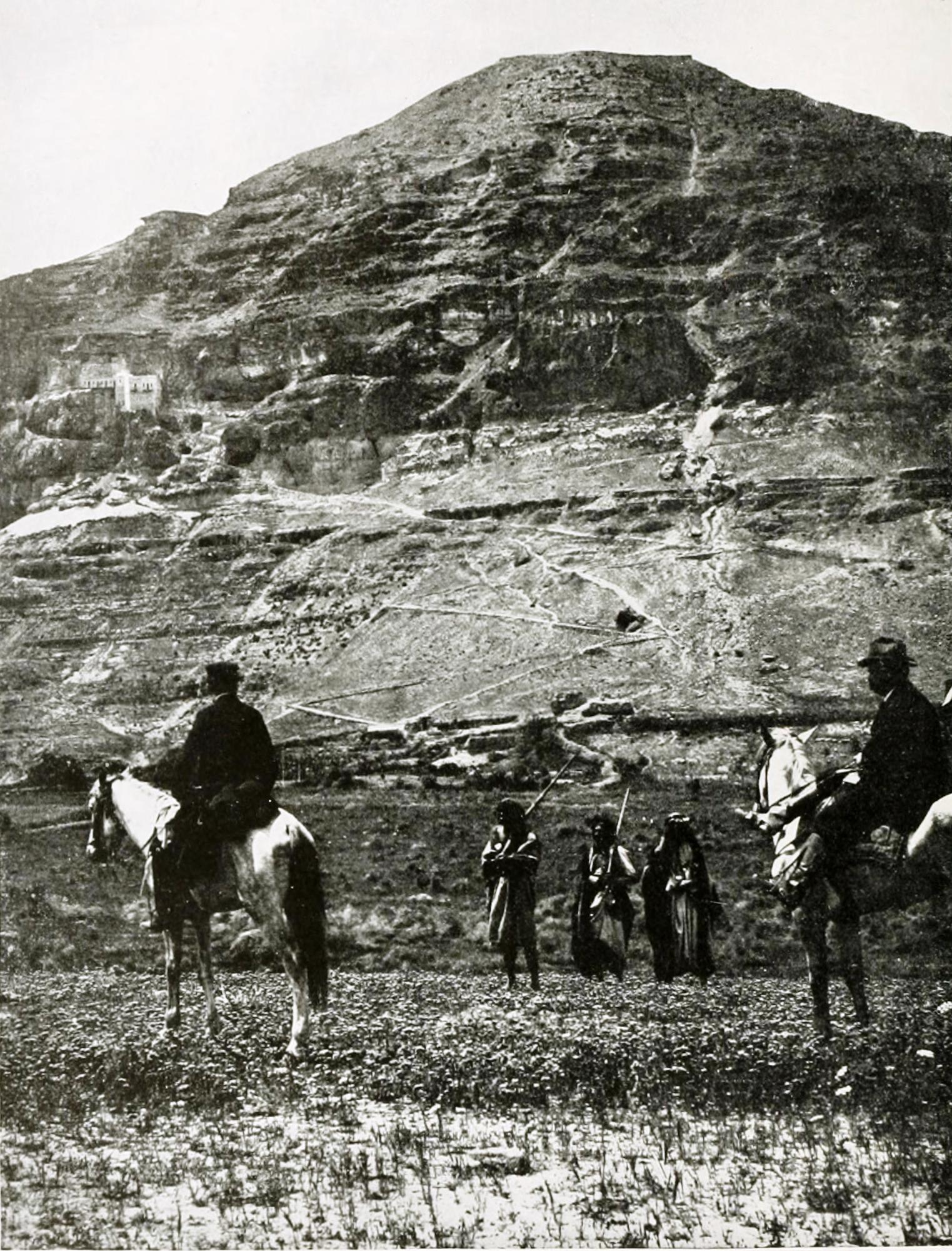
Frestelsens berg 1910

Quarantana eller Jabal al-Qarantal är ett berg på Västbanken. Berget är 366 meter högt, och ligger 11 km nordväst om staden Jeriko. 
Berget kallas även för Frestelsens berg och kopplas då samman med berget där Jesus  , enligt Matt 4:8, frestas av djävulen och erbjuds makt över alla riken i världen.

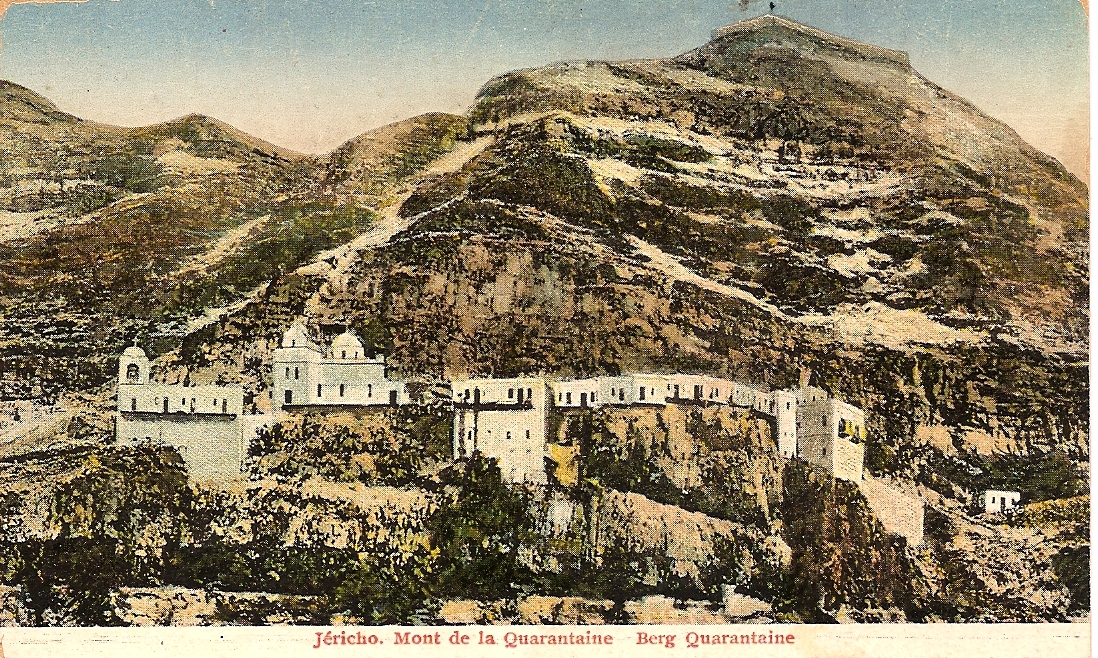
Gammalt vykort som visar klostret på bergssluttningen

På berget ligger ett grekisk-ortodoxt kloster, Monastery of the Temptation eller "Deir al-Qarantal" på Arabiska. 
Ovanför klostret, på toppen av klippa, står en mur byggd på en ruin från en över 2000 år gammal judisk-romersk fästning. Fästningen kallas för "Dok" i Apokryferna (1 Mack 16:15) och "Dagon" i Josefus verk Ioudaike archaiologia (Bok XIII 8:1). Muren ovanpå ruinen kommer från ett oavslutat klosterbygge i slutet på 1900-talet.[källa behövs]
1998 byggdes 1300 meter lång linbana från Tel Sultan i Jeriko till klostret som en turistattraktion.